# Petra De Sutter
Petra De Sutter (Oudenaarde, 10 giugno 1963) è una ginecologa e politica belga del partito dei Verdi, dall'ottobre 2020 vice primo ministro nel governo del primo ministro Alexander De Croo. In questa veste, sovrintende alla pubblica amministrazione belga e imprese pubbliche. In precedenza è stata membro del Parlamento europeo dal 2019 al 2020 e del Senato belga dal giugno 2014 al 2019. Ha anche lavorato come professoressa di ginecologia presso l'Università di Ghent, capo del dipartimento di medicina della riproduzione presso il Ghent University Hospital (UZ Gent).
È il primo ministro transgender in Europa.

## Biografia
Nata a Oudenaarde nel 1963, prima dell'ingresso in politica era professoressa universitaria di ginecologia all'Università di Gand e capo del dipartimento di medicina riproduttiva dell'Ospedale universitario di Gand.
Nel 2014 si candida nei Verdi alle elezioni europee ma risulta la prima dei non eletti. Il Consiglio politico del partito decide quindi di nominarla membro del Senato, recentemente divenuto non elettivo a seguito di una riforma costituzionale. Da donna trans, De Sutter diventa la prima persona apertamente transgender a candidarsi ad un'elezione e a sedere in Parlamento in Belgio. Da senatrice, è membro anche della delegazione belga all'Assemblea parlamentare del Consiglio d'Europa.
Nel 2019 si candida nuovamente alle elezioni europee e viene eletta eurodeputata, ricoprendo l'incarico di presidente della Commissione per il mercato interno e la protezione dei consumatori del Parlamento europeo, prima eurodeputata verde a ricoprire la carica. Oltre ai compiti in commissione, De Sutter faceva parte della delegazione del Parlamento per le relazioni con i paesi dell'Asia meridionale (Bangladesh, Bhutan, Maldive, Nepal, Pakistan e Sri Lanka). È stata anche membro dell'Intergruppo del Parlamento europeo sui diritti LGBT ed è entrata a far parte del comitato speciale per sconfiggere il cancro.
Il 1º ottobre 2020 ha prestato giuramento davanti al Re come Vice Primo Ministro del governo De Croo. Eredita la competenza del servizio pubblico e delle imprese pubbliche.